# Schensi-Tanne
Die Schensi-Tanne (Abies chensiensis) ist eine Pflanzenart aus der Familie der Kieferngewächse (Pinaceae). Ihr Verbreitungsgebiet umfasst China, Tibet und Indien.

## Beschreibung

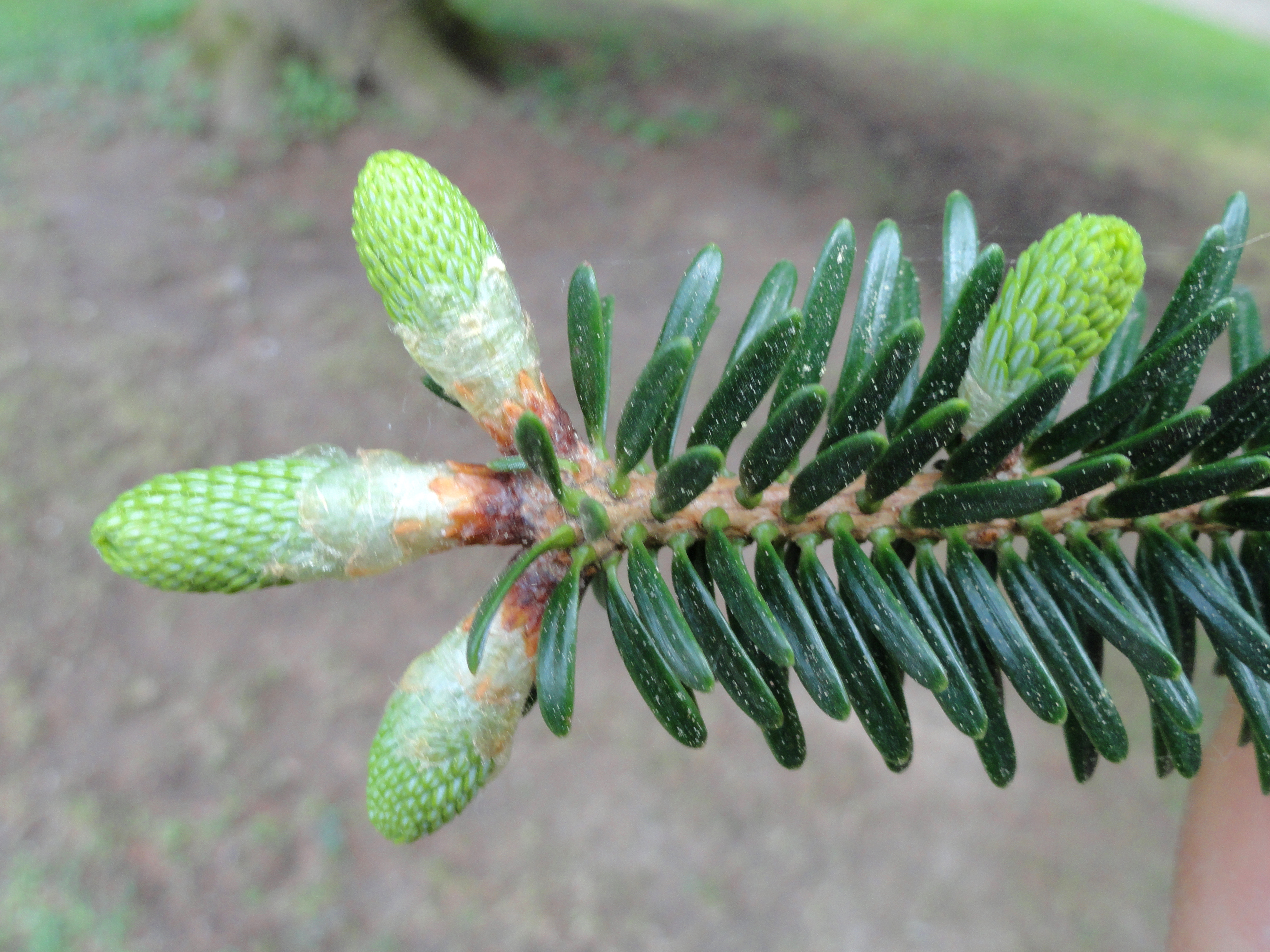
Zweig

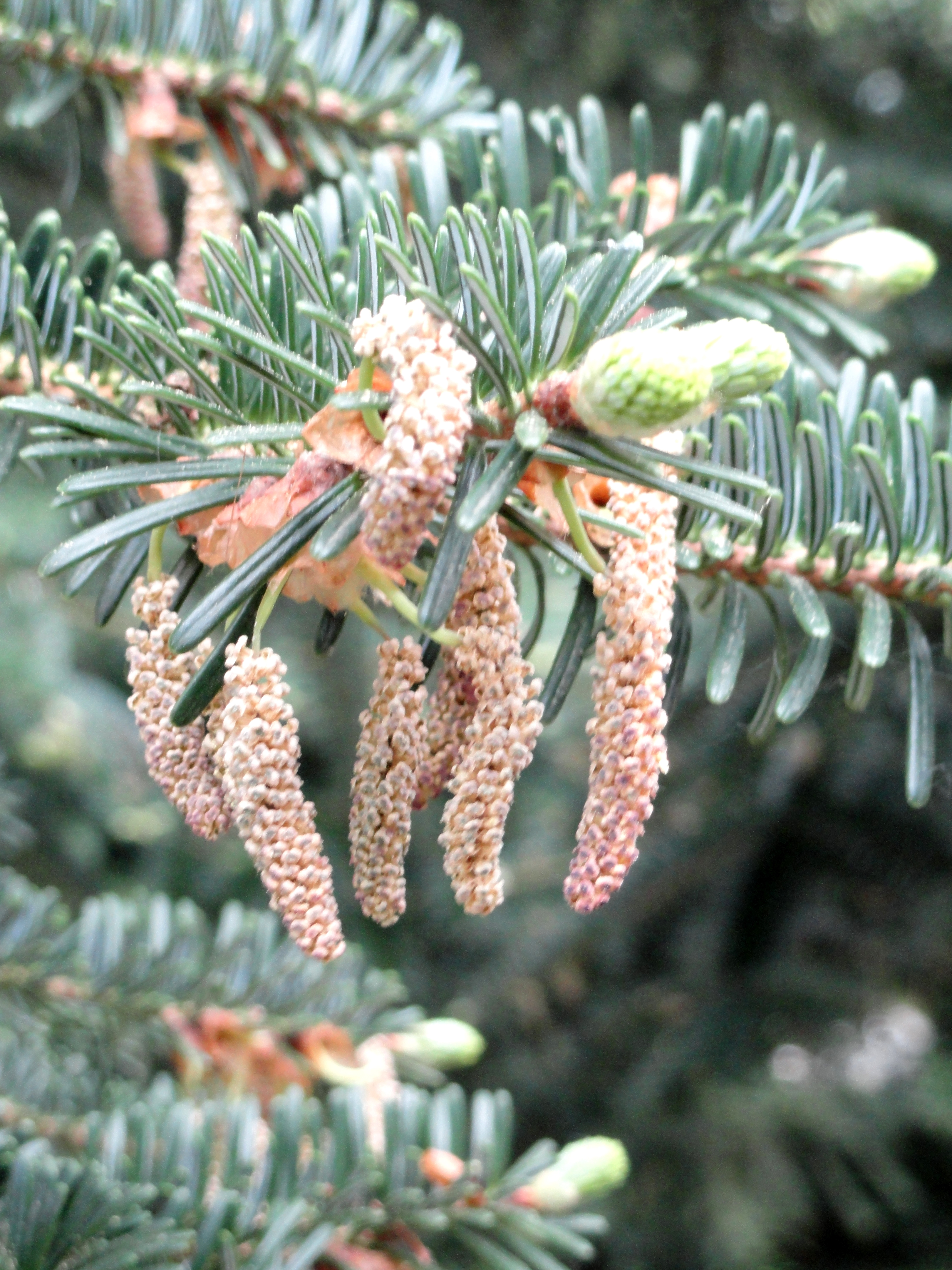
Zweig mit männlichen Blütenzapfen

Die Schensi-Tanne wächst als immergrüner, geradstämmiger Baum, der Wuchshöhen von bis zu 50 Meter und Brusthöhendurchmesser von bis zu 250 Zentimeter erreichen kann. Die kurzen Hauptäste sind kräftig. Junge Bäume haben eine glatte, dunkelgrau Borke, die bei älteren Bäumen der Länge nach aufreißt. Zweige haben eine glänzend gelbgraue bis gelbbraune Rinde, welche nach dem Abwurf der Nadeln runde Narben aufweisen kann. Zwischen den Narben ist die Rinde aufgeraut.
Die ei- bis kegelförmigen Knospen sind harzig und werden rund 10 Millimeter lang und 6 Millimeter dick. Die Knospenschuppen sind rotbraun gefärbt. Die Nadeln stehen mehr oder weniger kammartig angeordnet in zwei Reihen an den Zweigen. Die flachen Nadeln werden zwischen 1,5 und 4,8 Zentimeter lang und 2,5 bis 3,0 Millimeter breit. Sie sind an der Nadeloberseite dunkelgrün gefärbt und an der Basis verdreht. An der Nadelunterseite findet man zwei breite Stomatabänder.
Männliche Blütenzapfen werden rund 10 Millimeter groß. Die aufrecht an kurzen Stielen stehenden Zapfen sind oval-zylindrisch bis zylindrisch geformt, erreichen eine Länge von 7 bis 10 Zentimeter und einen Durchmesser von 3 bis 4 Zentimeter. Sie sind zu Blütebeginn grün gefärbt und zur Reife hin verfärben sie sich braun. Die Samenschuppen sind 1,5 bis 3 Zentimeter lang und 2,5 bis 3,5 Zentimeter breit. Die Deckschuppen sind rund dreiviertel mal so lang wie die Samenschuppen. Die braunen, eiförmigen Samen sind 8 bis 10 Millimeter lang und etwa 5 Millimeter dick. Sie besitzen einen rund 20 Millimeter langen, blass braun gefärbten Flügel.

## Verbreitung und Standort
Das Verbreitungsgebiet der Schensi-Tanne reicht nach Norden bis Süd-Shaanxi und Süd-Gansu. Nach Osten verläuft die Verbreitungsgrenze durch West-Hubei, Südwest-Henan und den Südosten des Autonomen Gebietes Tibets. Die Westgrenze verläuft durch West-Sichuan. Nach Süden reicht es bis in den Nordwesten Yunnans und dem Nordosten Arunachal Pradeshs.
Die Schensi-Tanne ist eine Baumart des kalt-feuchten Klimas. Man findet sie in Höhenlagen von 2100 und 3500 Metern. Die jährlichen Niederschläge betragen zwischen 1000 und 2000 Millimeter.
Es werden sowohl Rein- als auch Mischbestände gebildet. Reinbestände kommen vor allem im Tsin-ling Shan vor. In höheren Lagen werden Mischbestände vor allem mit Farges Tanne (Abies fargesii), Larix potaninii, verschiedenen Fichten (Picea) sowie mit der Taiwan-Hemlocktanne (Tsuga chinensis) gebildet. In tieferen Lagen kommen vor allem Birken (Betula) zur Mischbestandsbildung.

## Nutzung
Das weiche und leichte Holz von Abies chensiensis subsp. chinensis ist fein gemasert. Es findet vor allem als Konstruktionsholz Verwendung.

## Systematik
Die Schensi-Tanne wird innerhalb der Gattung der Tannen (Abies) der Sektion Momi und der Untersektion Holophyllae zugeordnet. Synonyme für Abies chensiensis Tieghem sind Abies firma Masters und Abies shensiensis Pritzel.

### Unterarten
Die Art Abies chensiensis wird von Farjon in drei Unterarten unterteilt. Diese Unterteilung ist jedoch umstritten und wird nicht von allen Autoren geteilt.
- Abies chensiensis Van Tieghem subsp. chensiensis ist die Typusunterart. Sie kommt in China in Henan, Gansu, Shaanxi und Hubei vor.[3]
- Abies chensiensis subsp. salouenensis (Bordères & Gaussen) Rushforth kommt in Nordwest-Yunnan, dem Südosten des Autonomen Gebietes Tibet sowie im Nordosten Arunachal Pradeshs vor. Sie gedeiht in den Bergen in Höhenlagen zwischen 2600 und 3200 Meter in Mischwäldern zusammen mit Quercus und Pinus. Die Nadeln dieser Unterart werden bis zu 7,5 Zentimeter lang. Die reifen Zapfen sind braun-gelb oder braun brown-yellow und 10 bis 14 × etwa 5 cm groß. Synonyme sind Abies salouenensis Bordères & Gaussen, Abies ernestii var. salouenensis (Bordères & Gaussen)  W.C.Cheng & L.K.Fu sowie Abies recurvata var. salouenensis (Bordères & Gaussen) C.T. Kuan. In der Flora of China ist sie als Abies ernestii var. salouenensis (Bordères & Gaussen) W.C.Cheng & L.K.Fu beschrieben.[4]
- Abies chensiensis subsp. yulongxueshanensis Rushforth (Syn.: Abies chensiensis var. yulongxueshanensis (Rushforth) Silba) kommt im Lijiang Shan sowie im Yulong Xueshan im nördlichen Yunnan vor. Die Zapfen dieser Unterart werden 10 bis 14 Zentimeter lang.

Nach WCSP kommt unter dieser Art noch folgende Varietät hinzu:
- Abies chensiensis var. ernestii (Rehder) Tang S.Liu (Syn.: Abies beissneriana Rehder & E.H.Wilson, Abies ernestii Rehder): Sie kommt vom südöstlichen Tibet bis zum zentralen China vor.[5]

## Gefährdung und Schutz
In der Roten Liste der IUCN werden sowohl die Abies chensiensis subsp. chensiensis als auch die Abies chensiensis subsp. yulongxueshanensis geführt. Beide Unterarten werden als „gefährdet“ eingestuft. Bei der Abies chensiensis subsp. yulongxueshanensis wird angegeben, dass eine Aktualisierung des Gefährdungsstatus nötig ist. Als Hauptgefährdungsgrund wird die Ausbeutung der Wälder im natürlichen Verbreitungsgebiet genannt, welche nicht durch den natürlichen Nachwuchs ausgeglichen werden kann.